# Pierre Carmouche
Pierre-Frédéric-Adolphe Carmouche, más comúnmente conocido como Pierre Carmouche, (Lyon, 9 de abril de 1797 - París, 9 de diciembre de 1868) fue un compositor, poeta, goguettier y prolífico dramaturgo francés.
Apasionado por el teatro desde su juventud, Carmouche llegó a crear más de doscientas cincuenta obras teatrales, comedias, vodeviles y opéras-comiques. En varias ocasiones, colaboró con otros prolíficos dramaturgos franceses, tales como Nicolas Brazier, Théophile Marion Dumersan, Mélesville y Frédéric de Courcy entre otros.
También formó parte de la gogueta parisina Les Soupers de Momus. En 1824 se casó con la actriz Jenny Vertpré.  El 9 de diciembre de 1968, murió en París, dejando parte de sus obras originales al mariscal François Certain de Canrobert.

## Obras destacadas
- 1816, Les Poissons d'avril, ou le Charivari, en colaboración con Émile Cottenet (estrenada por primera vez en el théâtre de la Porte Saint-Martin).
- 1816, Le Bateau à vapeur, en colaboración con Émile Cottenet y Philibert Rozet (estrenada por primera vez en el théâtre de la Porte Saint-Martin).
- 1817, L'Heureuse Moisson, ou le Spéculateur en défaut, en colaboración con Jean-Toussaint Merle y Frédéric de Courcy (estrenada por primera vez en el théâtre de la Porte-Saint-Martin).
- 1820, La Cloyère d'huitres, ou les Deux Briquebec, en colaboración con Frédéric de Courcy y Jean-Toussaint Merle (estrenada por primera vez en el théâtre de la Porte-Saint-Martin).
- 1820, La Petite Corisandre, en colaboración con Dupin y Frédéric de Courcy (estrenada por primera vez en el théâtre de la Porte-Saint-Martin).
- 1821, Chacun son numéro, ou le Petit Homme gris, en colaboración con Théodore Baudouin d'Aubigny y Boirie (estrenada por primera vez en el théâtre de la Porte-Saint-Martin.
- 1822, Le Coq de village, adaptación de Carmouche y Frédéric de Courcy del vodevil creado por Charles-Simon Favart (estrenada por primera vez en el théâtre de la Porte-Saint-Martin).
- 1822, La Réconciliation, ou la Veille de la Saint-Louis, tableau-vaudeville en 1 acte, avec Frédéric de Courcy et Ferdinand Laloue (estrenada por primera vez en el théâtre de la Porte-Saint-Martin).
- 1822, Sans tambour ni trompette, en colaboración con Jean-Toussaint Merle y Nicolas Brazier (estrenada por primera vez en el Théâtre des Variétés).
- 1824, Le Grenadier de Fanchon, en colaboración con Emmanuel Théaulon y Nicolas Brazier (estrenada por primera vez en el théâtre des Variétés).
- 1825, In vino veritas, en colaboración con Saint-Ange Martin y Frédéric de Courcy (estrenada por primera vez en el théâtre de la Porte-Saint-Martin).
- 1826, Les Filets de Vulcain ou le Lendemain d'un succès, en colaboración con Armand-François Jouslin de La Salle y Dupin (estrenada por primera vez en el théâtre de la Porte-Saint-Martin).
- 1827, Cinq heures du soir, ou le Duel manqué, en colaboración con Emmanuel Théaulon y Mélesville (estrenada por primera vez en el théâtre des Variétés).
- 1828, Le Mariage impossible, en colaboración con Mélesville (estrenada por primera vez en el théâtre des Variétés).
- 1842, Deux-Ânes, en colaboración con Mélesville (estrenada por primera vez en el théâtre du Palais Royal).